# 舟山号导弹护卫舰
“舟山”号导弹护卫舰（舷号529）简称“舟山”舰，是中国人民解放军海军054A型导弹护卫舰首舰，也是解放军海军首艘装备垂直发射系统的第三代导弹护卫舰，可单独或协同海军其他兵力攻击敌水面舰艇、潜艇，具有较强的远程警戒和防空作战能力。舟山舰由沪东造船厂开工建造，于2006年12月19日下水，2007年12月交付，2008年1月3日入列，现服役于东海舰队驱逐舰第三支队。舟山舰舰名取自浙江省舟山市，其入列命名授旗仪式于2008年1月3日举行，调防北海舰队的原“舟山舰”于此前改名为“沧州舰”。

## 历史
2009年7月16日，“舟山”号导弹护卫舰、“徐州”号导弹护卫舰及“千岛湖”号综合补给舰组成中国海军第三批护航编队，从浙江省舟山市起航，前往亚丁湾和索马里海域执行护航任务。该次护航历时158天，在完成了53批护航任务，安全护送中外船舶582艘后，编队于2009年12月20日返回浙江舟山某军港。舟山舰等在返航途中对新加坡和马来西亚进行了访问，并于12月14日至17日停靠香港，接待了7000余名香港各界人士登舰参观。
2010年11月2日，“舟山”号导弹护卫舰、“徐州”号导弹护卫舰及“千岛湖”号综合补给舰组成中国海军第七批护航编队，从浙江省舟山市起航，前往亚丁湾和索马里海域执行护航任务。该次护航经历189个日夜、累计航程11万多海里。舟山舰等在安全护送38批578艘中外船舶，接护遭海盗袭击船舶1艘，营救遭海盗登船袭击船舶1艘，解救被海盗追击船舶6次9艘，查证和驱离可疑船只218艘次后，于2011年5月9日归国。护航期间，编队先后与北约508特混编队、欧盟465特混编队指挥官会面交流。完成护航任务后，舟山舰等还出访了坦桑尼亚、南非、塞舌尔等非洲3国，并停靠新加坡。
2012年4月22日至27日，“舟山”号导弹护卫舰、“哈尔滨”号导弹驱逐舰等20多艘中国舰艇与“瓦良格”号导弹巡洋舰、“沙波什尼科夫海军元帅”号反潜舰等7艘俄罗斯舰艇在山东省青岛市附近海域举行了“海上联合-2012”中俄联合军事演习。
2012年10月18日，“舟山”号导弹护卫舰起航，与中国海军东海舰队与农业部东海区渔政局、国家海洋局东海分局在东海某海空域组织“东海协作-2012”军地海上联合维权演习。
2012年11月28日，“舟山”号导弹护卫舰与“杭州”号导弹驱逐舰、“宁波”号导弹驱逐舰、“马鞍山”号导弹护卫舰及“鄱阳湖”号综合补给舰组成中国海军舰艇编队分批通过宫古海峡，进入西太平洋海域开展例行性训练。
2013年10月上旬，“舟山”号导弹护卫舰执行完某海域战备巡逻任务后便进入锚地防范台风。防台结束，舟山舰即北上执行黄海实弹演习任务，并于17日成功抗击3枚靶弹，成为该次演习单舰拦截靶弹数量最多的舰艇。23日，“舟山”号导弹护卫舰又带领东海舰队舟山舰编队离开码头参加海军“机动-5号”远海实兵演习，奔赴西太平洋海域执行海空立体攻防、舰机联合反潜等演练任务。该次演习前后共持续15天，于2013年11月1日结束，各参演兵力陆续返回驻地。
2014年2月7日，中国一艘正在浙江台州以东约300海里海域作业的渔船发生火灾。接到渔船发出的求救信号后，正在执行例行海上巡逻的舟山舰向事发海域机动成功救起受伤渔民。
2014年7月7日，正在某敏感海域执行战备巡逻任务的“舟山”号导弹护卫舰拉响汽笛，纪念七七事变77周年。
2014年12月12日，“舟山”号导弹护卫舰、“泰州”号导弹驱逐舰、“郑州”号导弹驱逐舰、“益阳”号导弹护卫舰、“千岛湖”号综合补给舰及“北极星”号电子侦察船穿越宫古海峡进入西太平洋。

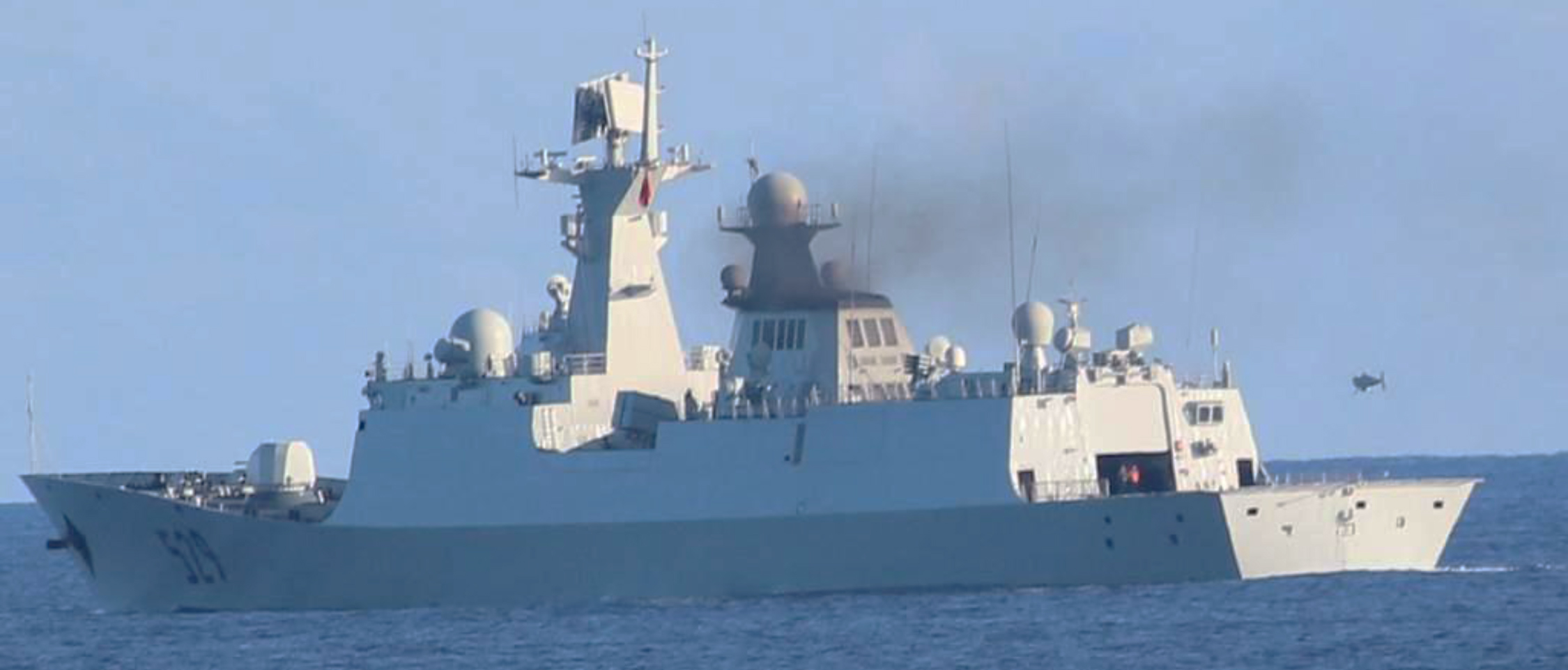
舟山舰与其舰载无人直升机